# Longtian, Anhui
Longtian (kinesiska: 龙田) är en socken i östra Kina. Den ligger i Xiuning härad i staden Huangshan i provinsen Anhui, omkring 280 kilometer söder om provinshuvudstaden Hefei. Antalet invånare är 4760. Befolkningen består av 2 220 kvinnor och 2 540 män. Barn under 15 år utgör 15,0 %, vuxna 15-64 år 76 %, och äldre över 65 år 8,0 %.